# Daïra d'Oued Lilli
 (octobre 2024).
Si vous disposez d'ouvrages ou d'articles de référence ou si vous connaissez des sites web de qualité traitant du thème abordé ici, merci de compléter l'article en donnant les références utiles à sa vérifiabilité et en les liant à la section « Notes et références ».
La daïra d'Oued Lilli est une circonscription administrative de la wilaya de Tiaret. Son chef lieu est la commune éponyme d'Oued Lilli. 

## Communes
- Oued Lilli
- Sidi Ali Mellal
- Tidda